# Judith Joy Ross
Judith Joy Ross (Hazleton, Pensilvania, 1946) es una fotógrafa estadounidense especializada en retratos. Entre sus publicaciones destacan Contemporáries (1995), Portraits (1996), Portraits of the Hazleton Public Schools (2006) y Protest the War (2007) en las que "explora temas como la inocencia de la juventud, los rostros del poder político y el costo emocional de guerra".

## Trayectoria
Ross se graduó en el Moore College of Art en 1968 y obtuvo una maestría en fotografía en 1970 del Instituto de Diseño del Instituto de Tecnología de Illinois en Chicago, donde estudió con Aaron Siskind. Desde principios de la década de 1980, comenzó a fotografiar a la población estadounidense, especialmente del Este de Pensilvania, donde nació y se crio.
Ross usa una cámara de visión de 8 × 10 pulgadas montada en un trípode y sus retratos se hacen en papel de impresión por contacto, un proceso mediante el cual se realiza una impresión colocando un negativo directamente sobre papel fotográfico y luego exponiéndolo a la luz solar durante un tiempo, entre unos minutos a unas horas. Su trabajo está influido por la fotógrafa alemana August Sander y la estadounidense Diane Arbus. 
En sus series incluye fotografías de menores en Eurana Park en Weatherly, Pensilvania (1982), visitantes del Monumento a los Veteranos de Vietnam en Washington D. C. (1983-1984), miembros del Congreso de los Estados Unidos y sus ayudantes en sus oficinas de Washington (1986-1987), trabajadores, gente en centros comerciales y niños y niñas jugando cerca de su casa en Bethlehem, Pensilvania. 
También fotografió inmigrantes en la ciudad de Nueva York y París y el Museo de Arte Moderno de San Francisco le encargó fotografiar a trabajadores tecnológicos en Silicon Valley, California. Uno de sus principales proyectos, fotografías realizadas de 1992 a 1994 en las escuelas públicas de Hazleton a las que había asistido en las décadas de 1950 y 1960, fue publicado por la Galería de Arte de la Universidad de Yale en 2006 con el nombre Retratos de las Escuelas Públicas de Hazleton.

## Becas y reconocimientos
Ross recibió una beca Guggenheim de la John Simon Guggenheim Memorial Foundation (1985), una beca del Council on the Arts de Easton, Pensilvania  (1988), el Premio en Memoria de Charles Pratt de 25,000 dólares (1992) o el Premio de la Fundación Andrea Frank (1998). En el año 2017 recibe el Premio Lucie por sus logros en el terreno del retrato.

## Exposiciones
- John Szarkowski, del Museo de Arte Moderno de Nueva York, seleccionó el trabajo de Ross para la primera exposición de la serie New Photography.
- En 2011, Die Photographische Sammlung en Colonia organizó una exposición retrospectiva de la obra de Ross que viajó al Kunstmuseum Kloster en Madeburg y la Fundación A Stichting, Bruselas.
- En 2021, Exposición de 200 fotografías en la Fundación Mapfre.[7][8]

## Publicaciones
- Judith Joy Ross: Contemporaries: a Photographic Series. Nueva York: Museo de Arte Moderno, 1995.  Con un ensayo de Susan Kismaric.
- Judith Joy Ross: Portraits. Hannover: Museo Sprengel, 1996. Con un ensayo de Thomas Weski. Catálogo de exposiciones.
- Portraits of the Hazleton Public Schools. New Haven: Galería de arte de la Universidad de Yale, 2006. Con un ensayo de Jock Reynolds.
- Protest the War. Gotinga: Steidl, 2007. Con un ensayo de Andrew Szegedy-Maszak.
- Living with War – Portraits, Vietnam Veterans Memorial, Gulf War, Protest the War. Gotinga: Steidl, 2008. Editado y con ensayo de Heinz Liesbrock. Catálogo de exposiciones.
- Judith Joy Ross. Photographs Since 1982. Cologne: Die Photographische Sammlung / SK Stiftung Kultur im Mediapark, 2011. Con ensayos de Gabriele Conrath-Scholl y Claudia Schubert.

## Obra en colecciones públicas
- Museo Metropolitano de Arte, Nueva York: 5 copias (a junio de 2018)[9]
- Museo de Arte Moderno de Nueva York: 55 copias (a junio de 2018)[10]
- Museo de Arte Moderno de San Francisco[11]
- Museo de Bellas Artes de Houston[12]
- Galería Nacional de Canadá, Ottawa[13]
- Die Photographische Sammlung, Colonia[14]
- Colección de la Fundación Pilara, Pier 24 Photography, San Francisco[15]
- Victoria and Albert Museum, Londres: 4 copias (a junio de 2018)[16]
- Galería de arte de la Universidad de Yale, New Haven[17]